# Цепёл (нижний приток Язьвы)

Цепёл, Цыпел — река в России, протекает в Красновишерском районе Пермского края. Устье реки находится в 75 км по правому берегу реки Язьва. Длина реки составляет 13 км. В верховьях до впадения Северного Цёпела также обозначается как Нижний Цёпел.
Исток реки в отрогах Северного Урала в урочище Среднее Поле в 11 км к северо-востоку от деревни Цепел. Река течёт на юго-запад по ненаселённой местности, среди холмов, покрытых тайгой. Приток — Северный Цёпел (правый). Впадает у деревни Цепел в боковую старицу Язьвы, известную как озеро Цёпел.

## Данные водного реестра
По данным государственного водного реестра России относится к Камскому бассейновому округу, водохозяйственный участок реки — Кама от водомерного поста у села Бондюг до города Березники, речной подбассейн реки — бассейны притоков Камы до впадения Белой. Речной бассейн реки — Кама.
По данным геоинформационной системы водохозяйственного районирования территории РФ, подготовленной Федеральным агентством водных ресурсов:
- Код водного объекта в государственном водном реестре — 10010100212111100005294
- Код по гидрологической изученности (ГИ) — 111100529
- Код бассейна — 10.01.01.002
- Номер тома по ГИ — 11
- Выпуск по ГИ — 1